# Чемпіонат Німеччини з хокею 1963—1964
Чемпіонат Німеччини з хокею 1964 — 47-ий регулярний чемпіонат Німеччини з хокею, чемпіоном став ХК Фюссен.
Відповідно до регламенту змагань, чемпіонат пройшов у два етапи, на першому вісімка зіграла у два кола та була розбита на дві групи, перша четвірка розіграла медалі, друга четвірка виявила клуб який покидав Бундеслігу. Очки першого етапу зберігались і на другому етапі.

## Підсумкова таблиця
| М  | Команда          | І  | Пер | Н | Пор | Ш     | О  |
| -- | ---------------- | -- | --- | - | --- | ----- | -- |
| 1. | ХК Фюссен        | 14 | 12  | 1 | 1   | 84:24 | 25 |
| 2. | Бад Тельц        | 14 | 9   | 1 | 4   | 59:44 | 19 |
| 3. | Кауфбойрен       | 14 | 8   | 2 | 4   | 53:56 | 18 |
| 4. | СК Ріссерзеє     | 14 | 6   | 3 | 5   | 45:38 | 15 |
| 5. | ЕВ Ландсгут      | 14 | 5   | 1 | 8   | 47:56 | 11 |
| 6. | Крефельдер ЕВ    | 14 | 4   | 3 | 7   | 40:55 | 11 |
| 7. | «Маннхаймер ЕРК» | 14 | 3   | 2 | 9   | 38:60 | 8  |
| 8. | Пройзен Крефельд | 14 | 1   | 3 | 10  | 37:68 | 5  |

Скорочення: М = підсумкове місце, І = ігри, Пер = перемоги, Н = нічиї, Пор = поразки, Ш = закинуті та пропущені шайби, О = набрані очки

## Фінальний раунд
| М  | Команда      | І  | Пер | Н | Пор | Ш      | О  |
| -- | ------------ | -- | --- | - | --- | ------ | -- |
| 1. | ХК Фюссен    | 20 | 17  | 2 | 1   | 117:36 | 36 |
| 2. | Бад Тельц    | 20 | 11  | 2 | 7   | 81:70  | 24 |
| 3. | СК Ріссерзеє | 20 | 9   | 3 | 8   | 70:66  | 21 |
| 4. | Кауфбойрен   | 20 | 9   | 2 | 9   | 71:90  | 20 |

Скорочення: М = підсумкове місце, І = ігри, Пер = перемоги, Н = нічиї, Пор = поразки, Ш = закинуті та пропущені шайби, О = набрані очки

## Втішний раунд
| М  | Команда          | І  | Пер | Н | Пор | Ш      | О  |
| -- | ---------------- | -- | --- | - | --- | ------ | -- |
| 5. | ЕВ Ландсгут      | 20 | 8   | 3 | 9   | 68:72  | 19 |
| 6. | «Маннхаймер ЕРК» | 20 | 7   | 4 | 9   | 63:71  | 18 |
| 7. | Крефельдер ЕВ    | 20 | 6   | 5 | 9   | 65:75  | 17 |
| 8. | Пройзен Крефельд | 20 | 1   | 3 | 16  | 50:105 | 5  |

Скорочення: М = підсумкове місце, І = ігри, Пер = перемоги, Н = нічиї, Пор = поразки, Ш = закинуті та пропущені шайби, О = набрані очки

## Найкращі по лініях

### Бомбардири
| Гравець       | Клуб             | І  | Г  |
| ------------- | ---------------- | -- | -- |
| Петер Роде    | «Маннхаймер ЕРК» | 20 | 21 |
| Горст Шульдес | СК Ріссерзеє     | 20 | 18 |
| Георг Шольц   | ХК Фюссен        | 20 | 18 |

### Захисники
| Гравець            | Клуб             | І  | Г  |
| ------------------ | ---------------- | -- | -- |
| Сильвестер Вакерле | СК Ріссерзеє     | 20 | 13 |
| Леонард Вайтль     | ХК Фюссен        | 20 | 11 |
| Вернер Лоренц      | «Маннхаймер ЕРК» | 20 | 6  |

## Склад чемпіонів
ХК Фюссен:
- Воротарі: Гаррі Лінднер, Гюнтер Кнаус
- Захисники: Пауль Амброс, Петер Швімбек, Леонард Вайтль, Ханс-Йорг Нагель, Рудольф Сімон, Рудольф Таннер
- Нападники: Ернст Траутвайн, Георг Шольц, Ернст Кепф, Зігфрід Шуберт, Рудольф Грьогер, Гельмут Дзангеліні, Густав Ханіг, Манфред Гмайнер, Вальтер Крьотц, Герд Юнгханс
- Тренер: Маркус Еген